# Paulina Rivoli

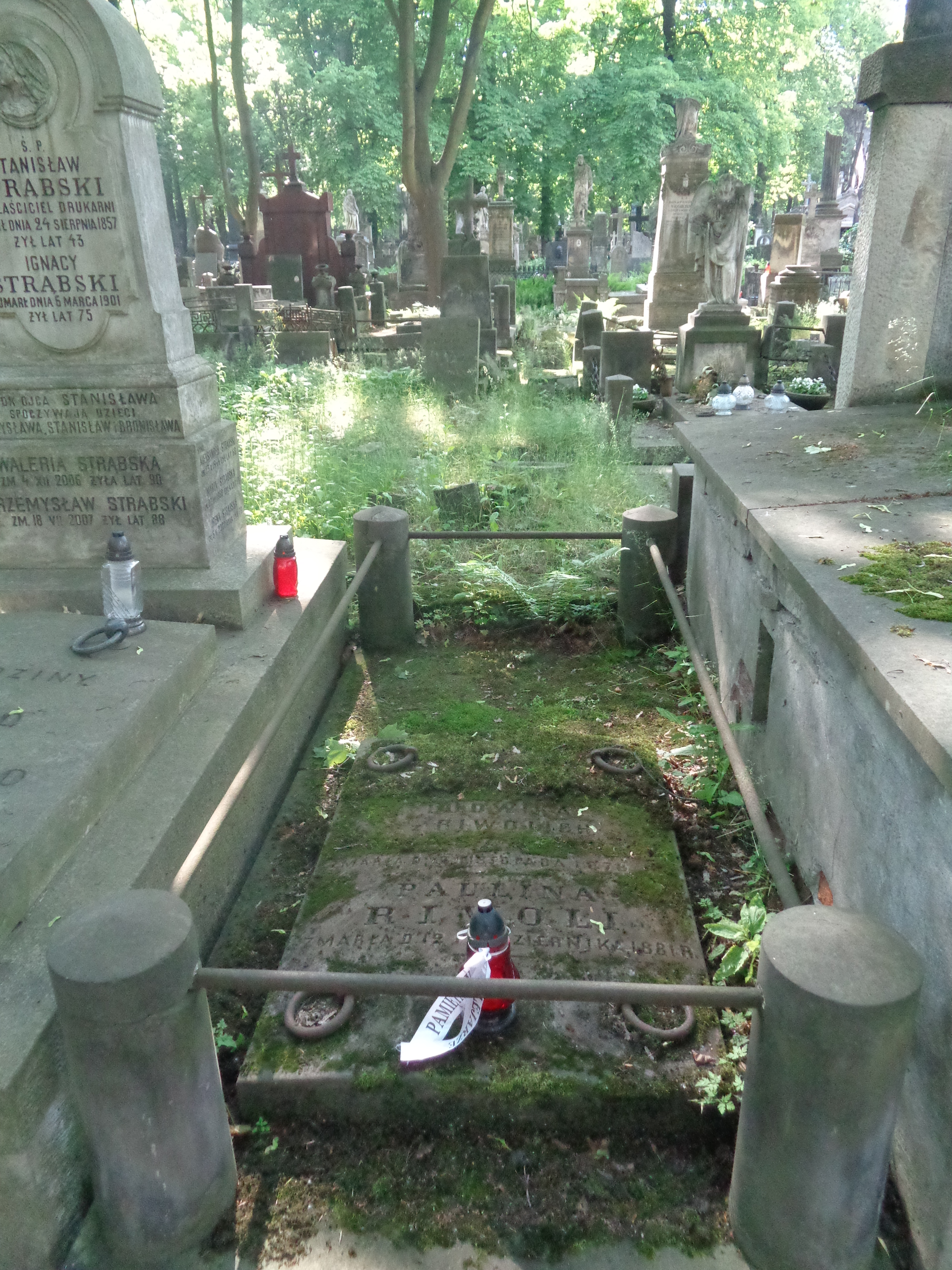
Grób Pauliny Rivoli na cmentarzu Powązkowskim

Paulina Rivoli (również Rywoli) (ur. 22 lipca 1823 (lub 1817) w Wilnie, zm. 12 października 1881 w Warszawie) – polska śpiewaczka operowa, sopran.
Pochodziła z artystycznej rodziny, ojciec Wacław (1783–1829) był śpiewakiem i aktorem, podobnie jak jej siostry Julia i Ludwika, oraz ciotka Barbara. Debiutowała będąc uczennicą szkoły śpiewu Karola Kurpińskiego, śpiewała partię Zulmy w Włoszce w Algierze, miało to miejsce w Teatrze Wielkim 18 czerwca 1837. Po roli Izabeli w Robercie Diable otrzymała 18 czerwca 1838 angaż do opery warszawskiej i szybko stała się jedną z czołowych solistek. Wiosną 1851 wyjechała do Włoch, ale już 27 września ponownie wystąpiła na scenie opery w Warszawie. Jako pierwsza na warszawskiej scenie wykonała partię Halki podczas premiery 1 stycznia 1858, bisowała siedemnaście razy i to wykonanie stało się legendarne (w 1950 zostało uwiecznione w filmie Warszawska premiera). Występowała jako Angela w Marco Spadzie, Gilda w Rigoletcie, Lady Makbet w Makbecie, Walentyna w Hugenotach, Zosia we Flisie, Donna Anna w Don Juanie.
Ostatni raz pojawiła się na scenie 7 lutego 1860 grając rolę tytułową w Hrabinie, wkrótce zaczęła poważnie chorować na gardło i zaprzestała występów. Ze względu na krótki przebieg kariery otrzymała tylko 25 procent świadczenia emerytalnego, zmarła w głębokiej nędzy. Pochowana została na cmentarzu Powązkowskim (kwatera 19-1-19).